# Ling Lun
Ling Lun (chinesisch: 伶倫 oder 泠倫, Linglun) ist ein legendärer Begründer der Musik im alten China.

## Mythologie
Gemäß der chinesischen Mythologie sollte der gelehrte Höfling Ling Lun im Auftrag des ebenfalls mythischen Gelben Kaisers den Grundton der chinesischen Musik festlegen, um so dem Volk Unterhaltung zu verschaffen. Ling Lun unternahm Reisen zur Sammlung von Naturlauten und vernahm dabei den Wind im Bambus. Daraufhin wählte er einen Grundton, der sich mit einem Bambusrohr einer bestimmten Weite und Länge erzeugen ließ. Ihm begegneten zudem zwölf Fenghuang-Vögel, nach deren Gesang er die restliche Tonskala festlegte, um die von ihm dokumentierten Vogellaute mit zwölf Bambusflöten nachzuahmen – jeweils sechs weibliche und männliche Töne. Der Gelbe Kaiser soll dann die Zusammenarbeit von Ling Lun und Rong Jiang beim Gießen von zwölf Glocken in Einklang mit diesen Flöten befohlen haben.
Auf diese Weise erfand Ling Lun die fünf Tonleitern und die zwölf Lü der altchinesischen Musik, die später von Konfuzius beschrieben werden sollten. Ihm wird ferner zugeschrieben, die acht klassischen chinesischen Grundinstrumente erfunden zu haben (die Acht Klänge).
Ling Lun wurde später als „Urahn der Musik“ vergöttlicht, und sein Name soll synonym für den Berufsstand der „Musiker“ verwendet worden sein.
Diese Darstellung konkurriert mit anderen Mythen zur Entstehung der chinesischen Musik: Die Lushi Chunqiu (chinesisch: 吕氏春秋; lit. 'Annalen des Meisters Lu') aus dem 3. Jahrhundert v. Chr., schreibt dem Kulturheroen Kui (夔) die Erfindung der Musik zu. In einer Version der Geschichte stellt Kui eine Trommel her, indem er eine Tierhaut über ein Erdgefäß spannt und damit ein Ungeheuer besiegt; in einer anderen Version fertigte der Gelbe Kaiser eine Trommel aus der Haut eines einbeinigen Kui-Ungeheuers.